# Honoka Hashimoto
Honoka Hashimoto (Aichi, 5 juli 1998) is een Japanse professioneel tafeltennisster. Zij speelt rechtshandig met de shakehandgreep.

## Belangrijkste resultaten
- Brons in het dubbelspel op het wereldkampioenschap 2019 met Hitomi Sato.